# Terconazole
Terconazole là một loại thuốc chống nấm được sử dụng để điều trị nhiễm nấm âm đạo. Nó đến như một loại kem dưỡng da hoặc thuốc đạn và phá vỡ sự sinh tổng hợp chất béo trong tế bào nấm men. Nó có phổ tương đối rộng so với các hợp chất azole nhưng không phải là hợp chất triazole. Thử nghiệm cho thấy nó là một hợp chất thích hợp để điều trị dự phòng cho những người bị nhiễm nấm candida ở âm hộ mãn tính.

## Nhóm thuốc
Terconazole là một ketal triazole với xu hướng kháng nấm/kháng nấm phổ rộng.

## Lịch sử
Năm 1940, loại thuốc chống nấm thương mại đầu tiên, được gọi là amphotericin B, đã có mặt trên thị trường, thay thế cho các phương pháp điều trị hiếm và đắt tiền. Nó có hiệu quả trong chức năng của nó nhưng rất độc hại và chỉ được sử dụng cho các bệnh nhiễm trùng nghiêm trọng. Thuốc được truyền vào máu và có thể gây tổn thương thận và các tác dụng phụ khác. Các hợp chất azole đầu tiên để thay thế phương pháp điều trị này được tổng hợp vào cuối những năm 1960 và đầu những năm 1970 và được sử dụng cho con người dưới sự chăm sóc nghiêm ngặt. Các hợp chất này là imidazole, một phân tử chứa hai nguyên tử nitơ không liền kề trong vòng 5 thành viên. Imidazole đường uống đầu tiên, được gọi là ketoconazole, đã có mặt trên thị trường vào năm 1981. Các loại thuốc dựa trên triazole xuất hiện ngay sau đó và nhanh chóng trở nên phổ biến do hoạt tính kháng nấm rộng hơn và ít độc tính hơn. Terconazole là thuốc chống nấm dựa trên triazole đầu tiên được tổng hợp cho người sử dụng. Janssen Pharmaceutica đã phát triển nó vào năm 1983. Trước đây, tất cả các loại thuốc dựa trên triazole đều nhắm mục tiêu nhiễm nấm liên quan đến thực vật từ các loài Candida. Kể từ khi tạo ra, terconazole đã được thay thế bởi các triazole thế hệ thứ hai do phổ rộng hơn và mức độ hoạt động cao hơn chống lại mầm bệnh kháng thuốc như Aspergillus spp.  Nó vẫn được sử dụng như một phương pháp điều trị trong trường hợp kháng thuốc khác.

## Chỉ định
Terconazole được chấp thuận để điều trị nấm candida âm hộ (tưa miệng âm đạo). Nó hoạt động như một chất chống nấm phổ rộng và đã được chứng minh là một điều trị đầu tay hiệu quả chống lại các loài Candida khác. Nó cũng cho thấy hiệu quả chống lại dermatomycoses trong mô hình động vật.

## Cấu trúc hóa học, khả năng phản ứng, tổng hợp
Tổng hợp terconazole đồng bộ với ketoconazole ngoại trừ thực tế là vòng dị vòng triazole và không imidazole được sử dụng, và nhóm isopropyl thay vì acetamide. 

Tổng hợp Terconazole:

Terconazole có công thức hóa học C 26 H 31 Cl 2 N 5 O 3. Tên hóa học của terconazole là 1-{[(2 S, 4 S) -2- (2,4-dichlorophenyl) -4 - {[p-(4-isopropyl-1-piperaz502) phenoxy] methyl} -1,3-dioxolan-2-yl] methyl} -1 H -1,2,4-triazole. Terconazole có điểm nóng chảy là 126,3 °C (259,34 °F). Trọng lượng phân tử của terconazole là 532.462 g / mol. Terconazole được tổng hợp bằng hai hợp chất hóa học: cis - [2 (bromomethyl) -2- (2,4-dichlorophenyl) -1,3-dioxolan-4-yl] methyl benzoate và muối natri của triazole, được tạo ra bằng cách trộn triazole natri hydride. Chúng được đưa vào dung dịch và được xúc tác bằng dimethyl sulfate ở 1300   °C (2372   °F) để đưa ra nhiều loại dẫn xuất triazole khác nhau. Chúng được tinh chế bằng cách sử dụng rượu và sắc ký. Terconazole không phản ứng trừ khi tiếp xúc với các tác nhân oxy hóa mạnh hoặc các base mạnh do nitơ gắn vào vòng triazole. Nó đã được tìm thấy là nhạy cảm ánh sáng.

## Các dạng có sẵn
Terconazole là một loại bột trắng, không mùi. Nó có thể được mua thương mại trong các hình thức sau:
- Terconazole 0,4% kem 5 g bôi trong ngày một lần trong 7 ngày;
- Terconazole 0,8% kem 5 g bôi trong ngày một lần trong 3 ngày;
- Terconazole 80 mg thuốc đặt âm đạo sử dụng một lần mỗi ngày trong 3 ngày.[8]

## Tương tác thuốc
Terconazole có thể tương tác với chất diệt tinh trùng nonoxynol-9. Một kết tủa được hình thành khi kết hợp cả hai loại thuốc. Terconazole có thể làm suy yếu bao cao su làm bằng latex.

## An toàn
Terconazole không được coi là nguy hiểm khi xử lý trong điều kiện bình thường. Nó thường không bắt lửa và không gây ung thư. Nói chung là không độc hại, tuy nhiên, có thể phát ra khói độc khi bụi được thiết lập. Có thể gây suy hô hấp như bụi. Có thể được hấp thụ bởi phôi trong ba tháng đầu của thai kỳ và gây ra dị tật bẩm sinh. Ức chế chéo cho thấy có thể có một số độc tính.